# OpenVAS
OpenVAS (Open Vulnerability Assessment System (Відкрита система оцінки вразливостей), назва відгалуження (форку) від проекту Nessus) — це набір з кількох сервісів та інструментів, що пропонуються як рішення для  сканування і керування вразливостями.
Усі компоненти OpenVAS є вільним програмним забезпеченням. Більшість компонентів розповсюджуються під ліцензією GPL.

## Історія
Проект OpenVas розпочався під назвою GNessUs, як відгалуження (форк) від проекту Nessus після рішення Tenable Network Security змінити ліцензію на пропрієтарну у жовтні 2005. OpenVAS був запропонований тестувальниками на проникнення у Portcullis Computer Security і потім анонсований Тімом Брауном на Slashdot.
OpenVAS є членом проекту Software in the Public Interest.

## Структура

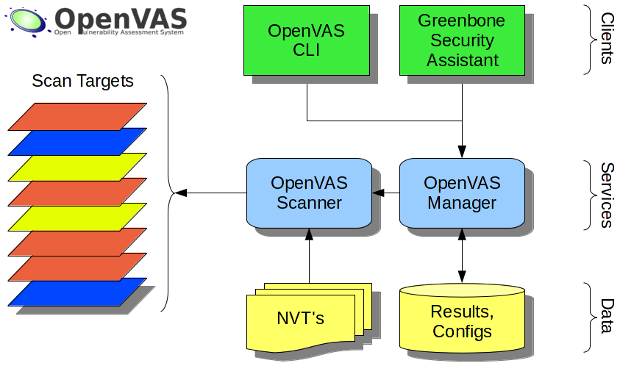
The OpenVAS 8 Structure

Існує щоденно оновлювана стрічка тестів на мережеві вразливості — всього більше 47,000 (станом на червень 2016).

## Документація
Структура протоколів OpenVAS добре документована. Збірка OpenVAS є публікацією проекту OpenVAS, який забезпечує великий обсяг документації щодо OpenVAS.
OpenVAS Protocol Documentation
OpenVAS Compendium — A Publication of The OpenVAS Project [Архівовано 28 грудня 2016 у Wayback Machine.]